# 金長烈

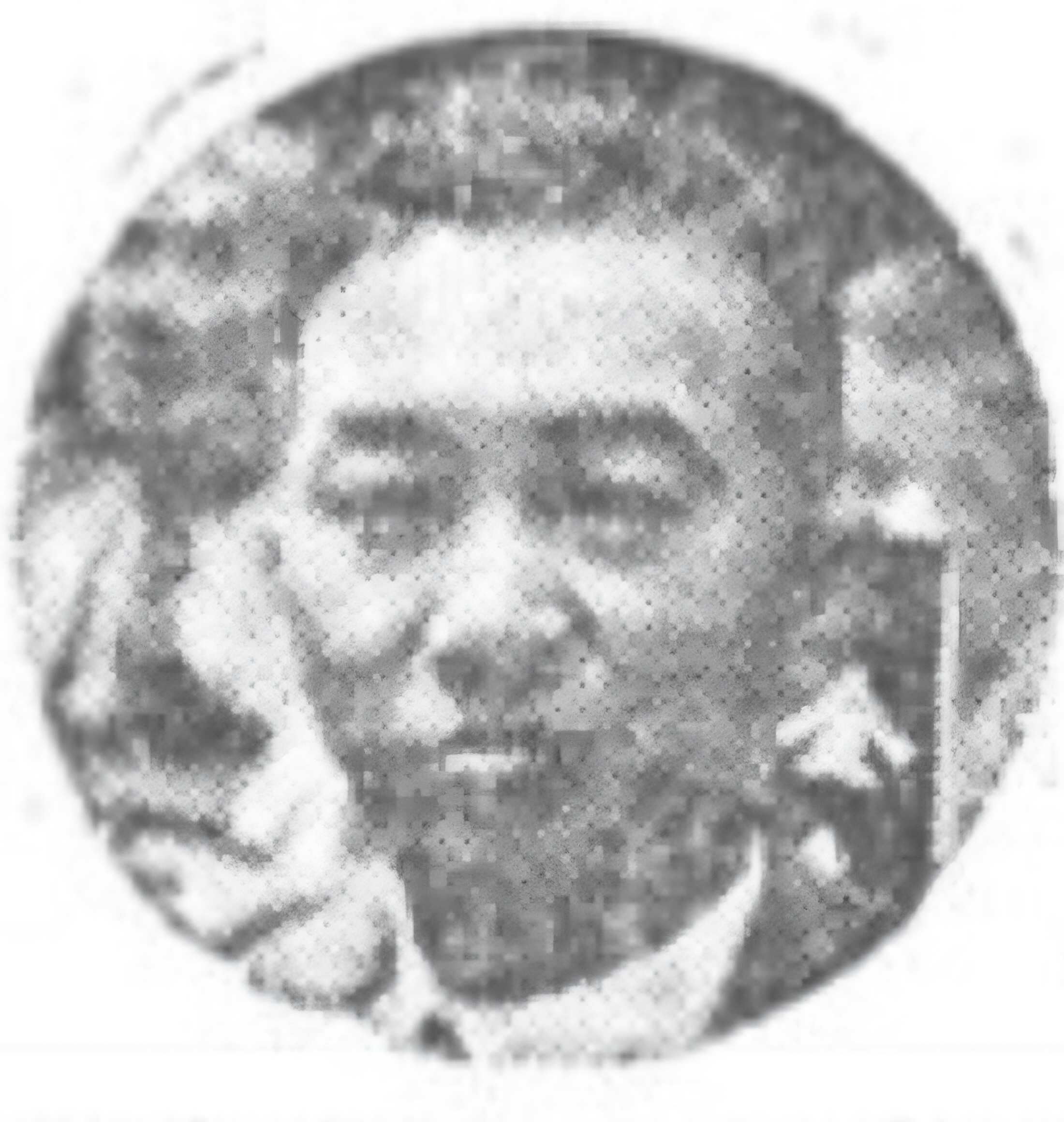
1949年ごろ

金 長烈（キム・ジャンヨル、朝鮮語: 김장열、1899年5月24日 - 1974年4月3日）は、日本統治時代の朝鮮の独立運動家、ジャーナリスト、大韓民国の警察公務員、政治家。制憲韓国国会議員。

## 経歴
全羅南道莞島郡出身。普成中学校中退（4学年在学中に三・一運動への関与により退学）。日本大学専門部政治学科卒。朝鮮独立運動により投獄されたほか、農業に従事し、莞島郡で蘆花学校、金日学校、瑞星学校を設立し、教育者としても活動した。他は莞島漁業組合理事、東亜日報・朝鮮日報支局長、朝鮮建国準備委員会莞島郡委員長、全羅南道警察庁総務課長、羅州警察署長、第8管区警察庁公報官、制憲国会外務・国防委員、反民特委特別裁判官を務めた。
朝鮮戦争の際、北朝鮮に拉致され（ただし、2005年時点で北朝鮮側は越北と主張）、以後在北平和統一促進協議会会員となり1974年に死去したと北側は発表している。